# Wendigo (film)
Wendigo är en amerikansk långfilm från 2001 i regi av Larry Fessenden.

## Handling
Paret George och Kim planerar en stillsam helg i en stuga tillsammans med deras son, Miles. Under bilresan dit råkar de köra på en hjort vilket i sin tur leder till ett litet gräl med de tre männen som jagat hjorten. Senare kommer de äntligen till stugan, men det verkar som om en av jägarna inte kan släppa det som hänt utan befinner sig i närheten av stugan. Under tiden verkar det som om ett ont väsen – en wendigo – vaknat i en närbelägen skog och är ute efter blod.

## Om filmen
Filmen är baserad på det så kallade Wendigo-fenomenet. Wendigo är en slags demon som är vanlig inom Algonkinernas mytologi. Fenomenet har även gett upphov till en rad andra skräckfilmer och böcker.
Trots att filmen spelades in år 2001 så dröjde det i vissa fall år innan den hade premiär i vissa länder. I Taiwan och Spanien gick filmen upp på biograferna år 2005. I Sverige släpptes filmen direkt till video utan att ha visats på bio först år 2010.

## Rollista i urval
- Patricia Clarkson - Kim
- Jake Weber - George
- Erik Per Sullivan - Miles
- John Speredakos - Otis
- Christopher Wynkoop - Sheriff Tom Hale
- Brian Delate - Everett
- Richard Stratton - Earl